# Mossatjärnen (Burträsks socken, Västerbotten)
Mossatjärnen är en sjö i Skellefteå kommun i Västerbotten och ingår i Rickleåns huvudavrinningsområde. Sjöns area är 0,0161 kvadratkilometer och den befinner sig 250,6 meter över havet.